# Irans geografi
Iran har en areal på 1 648 195 km². Det är ungefär tre och en halv gånger så stort som Sverige eller fem gånger så stort som Finland. Öster om Iran ligger den indiska subkontinenten och i väster ligger Mindre Asien och arabvärlden. Iran har i norr kust mot Kaspiska havet. I sydväst bildar floden Arvand Rud (Shatt al-Arab) som rinner ut i Persiska viken gräns mot Irak. Iran har en lång sydkust mot Persiska viken och Arabiska havet, med det strategiska Hormuzsundet emellan.
Berg och ökenområden gör att delar av landet är svårtillgängliga. Centrala Iran består av en högplatå och här finns stora saltträsk och stenöknar. Platån omges av bergskedjor. Den största är Zagros, som sträcker sig från landets nordvästra hörn mot sydost längs hela kusten mot Persiska viken. Zagros har toppar på över 4 000 meter. Den smalare, men lika höga Elburz-kedjan börjar i samma hörn men följer Kaspiska havets kust för att i nordöst övergå i Kopet Dag-bergen, som bildar gräns mot Turkmenistan.
Iran har flera salthaltiga sjöar som saknar utflöden. Störst är Urmiasjön. Även Kaspiska havet är en sådan sjö.

## Jordbävningar
I juni 1990 omkom runt 40 000 människor vid ett jordskalv i nordväst, i maj 1997 omkom över 1 500 personer vid ett skalv i norra Iran och 26 december 2003 drabbades staden Bam av en jordbävning av magnitud 6,6 med omkring 30 000 dödsoffer.